# Teddy Edwards
Theodore Marcus Edwards (Jackson (Misisipi), 26 de abril de 1924-20 de abril de 2003), más conocido como Teddy Edwards, fue un saxofonista, compositor y arreglista estadounidense de jazz.

## Trayectoria
Se traslada a Detroit a los 16 años, después de haber tocado son diversos grupos locales. Allí colabora con Sonny Stitt y Wardell Gray. Muy viajero, toca con bandas de blues del medio oeste, hasta que se incorpora a la orquesta de Howard McGhee, donde coincide con Charlie Parker. En 1947 graba con Dexter Gordon el famoso Blues in Teddy's flat y, tras pasar por varias bandas, se convierte en el saxofonista del quinteto de Clifford Brown y Max Roach.
Durante la década de 1950, toca con su propio cuarteto, dentro de la escena del West Coast jazz, incorporándose en 1961 a la big band de Gerald Wilson, dedicándose a partir de entonces, con preferencia, a la composición y los arreglos. A partir de los años 1980, colabora asiduamente con el cantante Tom Waits.

## Discografía

### Como líder/colíder
- 1947 The Foremost! – con Dexter Gordon (Onyx #201; con Leo Parker y Wardell Gray)
- 1948 Central Avenue Breakdown, Vol. 1 (Onyx #212; con Vivien Garry/Arv Garrison y Dodo Marmarosa)
- 1949 Central Avenue Breakdown, Vol. 2 (Onyx #215; con Barney Kessel y Slim Gaillard)
- 1959 At Falcon's Lair – con Joe Castro (Metrojazz; con Sonny Rollins: At Music Inn)
- 1959 It's About Time – con Les McCann (Pacific Jazz)
- 1960 Sunset Eyes (Pacific Jazz; reissued on Blue Note)
- 1960 Teddy's Ready! (Contemporary; reissued on OJC)
- 1960 Back to Avalon (Contemporary)
- 1961 Together Again!!!! – con Howard McGhee (Contemporary; reissued on OJC)
- 1961 Good Gravy! (Contemporary; reissued on OJC)
- 1962 Heart & Soul (Contemporary; reissued on OJC)
- 1966 Nothin' But the Truth! (Prestige; reissued on OJC)
- 1967 It's All Right! (Prestige; reissued on OJC)
- 1974 Feelin's (Muse)
- 1976 The Inimitable Teddy Edwards (Xanadu)
- 1978 Young at Heart (Storyville) con Howard McGhee
- 1978 Wise in Time (Storyville) con Howard McGhee
- 1980 Out of This World (SteepleChase)
- 1981 Good Gravy [live] (Timeless)
- 1991 Mississippi Lad – con Tom Waits (Antilles)
- 1993 Blue Saxophone (Verve)
- 1994 La Villa: Live in Paris (Verve)
- 1994 Horn to Horn – con Houston Person (Muse; reissued on Savoy)
- 1995 Tango in Harlem (Verve)
- 1997 Midnight Creeper (HighNote)
- 1999 Close Encounters – con Houston Person (HighNote)
- 2001 Ladies Man (HighNote)
- 2003 Smooth Sailing – con Richard Wyands, Ray Drummond, Chip White (HighNote)

### Como sideman
Con Frank Butler
- Wheelin' and Dealin' (Xanadu, 1978)

Con Joe Castro
- Groove Funk Soul (Atlantic, 1960)

Con Sonny Criss
- Sonny's Dream (Birth of the New Cool) (Prestige, 1968)

Con Richard "Groove" Holmes
- Get Up & Get It! – con Pat Martino en la guitarra (Prestige, 1967)
- Welcome Home (World Pacific, 1968)

Con Milt Jackson
- That's the Way It Is (Impulse!, 1969)
- Just the Way It Had to Be (Impulse!, 1969)
- Memphis Jackson (Impulse!, 1969)

Con King Pleasure
- Golden Days (HiFi Jazz, 1960; reissued on Original Jazz Classics)

Con Hank Jones
- Ain't Misbehavin' (Galaxy, 1978)

Con Shelly Manne
- My Son the Jazz Drummer! (Contemporary, 1962)

Con Les McCann
- Les McCann Sings (Pacific Jazz, 1961)
- McCann/Wilson (Pacific Jazz, 1964) con la Gerald Wilson Orchestra

Con Howard McGhee
- West Coast 1945-1947 (Uptown, 2014)

Con Freddie Redd
- Everybody Loves a Winner (Milestone, 1990)

Con Max Roach y Clifford Brown
- Max Roach and Clifford Brown In Concert (Gene Norman Presents, 1954; reissued on GNP Crescendo)

Con Jimmy Smith
- Bluesmith (Verve, 1972)

Con Leroy Vinnegar
- Leroy Walks! – con Gerald Wilson en la trompeta (Contemporary, 1958)
- Leroy Walks Again!! (Contemporary, 1963)

Con Gerald Wilson
- You Better Believe It! (Pacific Jazz, 1961)
- Moment of Truth (Pacific Jazz, 1962)
- Portraits (Pacific Jazz, 1964)
- On Stage (Pacific Jazz, 1965)
- Feelin' Kinda Blues (Pacific Jazz, 1965)
- The Golden Sword (Pacific Jazz, 1966)